# Acanthurus xanthopterus

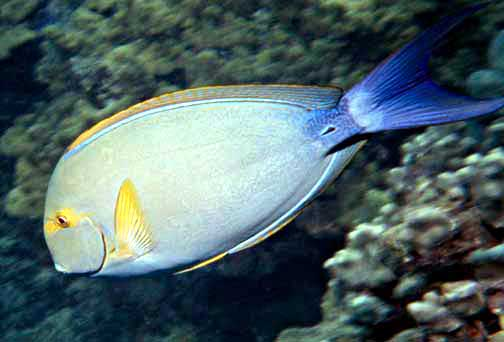

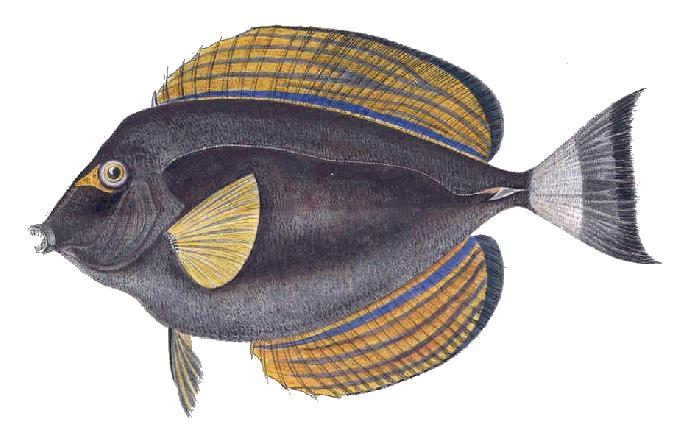
Ilustración de Theodore Edward Cantor, 1850.

El Acanthurus xanthopterus es un pez cirujano, de la familia de los Acantúridos. Sus nombres comunes en español son cirujano aleta amarilla, cirujano púrpura, chancho aleta amarilla o navajón aleta amarilla. En algunas áreas de distribución es una especie común y se utiliza como alimento.

## Morfología
Posee la morfología típica de su familia, cuerpo comprimido lateralmente y ovalado. La boca es pequeña, protráctil y situada en la parte inferior de la cabeza. El hocico es grande. Tiene entre 12 y 18 dientes en la mandíbula superior, y entre 14 y 21 dientes en la inferior; entre 16 y 24 espinas branquiales anteriores, y entre 17 y 22 espinas branquiales posteriores; 8 o 9 espinas y 25 o 27 radios dorsales; 3 espinas y entre 23 y 25 radios anales y 16 o 17 radios pectorales.
Como todos los peces cirujano, de ahí les viene el nombre común, tiene 2 espinas extraíbles a cada lado de la aleta caudal; se supone que las usan para defenderse de otros peces.

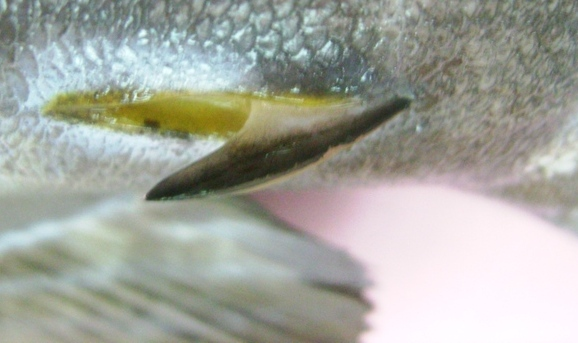
Espina caudal
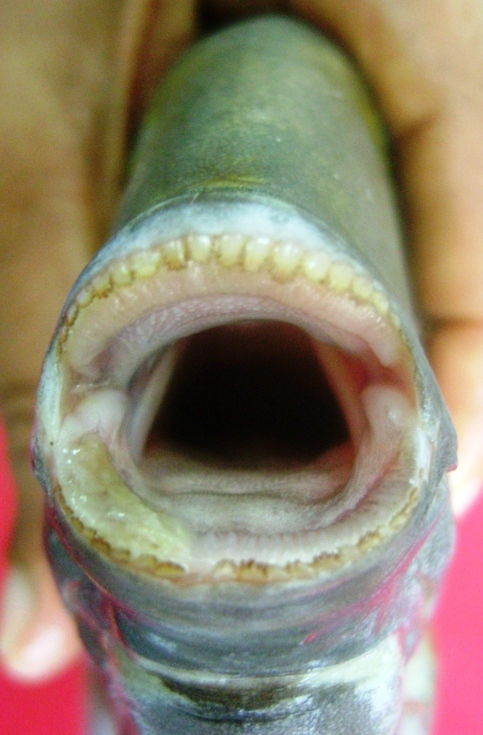
Boca y dientes de Acanthurus xanthopterus

Su coloración es gris violácea, con una mancha difusa amarilla en los ojos y hocico, y también amarillos los tercios exteriores de las aletas pectorales. La caudal es azulada y frecuentemente con una barra blanca en la base. Las aletas dorsal y anal tienen 4 o 5 franjas de color amarillento, que contrastan con el tono azulado de la coloración base. Puede adoptar una coloración gris muy pálida, con un patrón de numerosas líneas onduladas más oscuras en los laterales del cuerpo.
Alcanza los 70 cm de largo, lo que le convierte en la especie de mayor tamaño en su género. Se han registrado ejemplares de 34 años de edad.

## Hábitat y distribución
Es una especie bentopelágica. Suele verse en varios hábitats, en fondos arenosos y rocosos de lagunas protegidas de arrecifes coralinos, más que en zonas expuestas. Su rango de profundidad está entre 1 y 100 metros, normalmente entre 5 y 90 m. Su rango de temperatura conocido es entre 24.26 y 28.98 °C. Ocurre en solitario o en pequeños grupos.
Se distribuye en aguas tropicales del Océano Indo-Pacífico. Es especie nativa de Australia, Birmania, Brunéi Darussalam, Camboya, Cocos, Colombia, Comoros, Islas Cook, Costa Rica, Ecuador (Galápagos), Filipinas, Fiyi, Guam, Hawái, Honduras, India (Andaman Is., Nicobar Is.), Indonesia, Japón, Kenia, Kiribati, Madagascar, Malasia, Maldivas, islas Marianas del Norte, islas Marshall, Mauricio, Mayotte, México, Micronesia, Mozambique, Nauru, isla Navidad, Nicaragua, Nueva Caledonia, Niue, Palaos, Panamá, Papúa Nueva Guinea, Polinesia, Reunión, Samoa, Seychelles, Singapur, islas Salomón, Somalia, isla Spratly, Sri Lanka, Sudáfrica, Taiwán, Tailandia, Tanzania, Timor-Leste, Tokelau, Tonga, Tuvalu, Vanuatu, Vietnam y Wallis y Futuna.

## Alimentación
Se nutre principalmente de plancton y algas filamentosas. Su alimentación incluye heces de otras especies pelágicas como Carángidos, aunque la principal es herbívora. También come diatomeas, hidroides y detritus. Está clasificado como herbívoro-detritívoro.

## Reproducción
Son monógamos, ovíparos y de fertilización externa. En Palaos forma agregaciones para desovar entre enero y mayo, coincidiendo con las lunas nueva y llena, estando sometido a la periodicidad del ciclo lunar. También se han reportado agregaciones de desove en la Gran Barrera de Arrecifes australiana. No cuidan a sus crías. Las larvas pelágicas, llamadas Acronurus, evolucionan a juveniles cuando alcanzan los 6 cm. 

## Mantenimiento
La iluminación deberá ser necesariamente intensa para que pueda desarrollarse la colonia de algas suficiente de la que se alimenta. Además requiere mantener un buen número de roca viva entre la decoración del acuario con suficientes escondrijos.
Al igual que el resto de especies de cirujanos, son muy sensibles a determinadas enfermedades relacionadas con la piel. Es recomendable la utilización de esterilizadores ultravioleta para la eliminación de las plagas patógenas. 
Aunque es herbívoro, acepta tanto artemia y mysis congelados, como alimentos disecados. No obstante, una adecuada alimentación debe garantizar el aporte diario de vegetales, sean naturales o liofilizados, alga nori, espirulina, etc.